# Краннхальс, Александр
Александр Краннхальс (нем. Alexander Krannhals; 16 февраля 1908, Франкфурт-на-Майне — 15 марта 1961, Карлсруэ) — швейцарский дирижёр.
Окончил школу в Арау, учился в Базеле и Цюрихе у Ханса Лафатера (композиция), Эмиля Фрая (фортепиано) и Феликса Вайнгартнера (дирижирование). В 1929—1934 гг. дирижёр Люцернского городского театра, в 1934—1953 гг. — Базельской оперы, где, в частности, в 1946 г. осуществил первую немецкоязычную постановку оперы Бенджамина Бриттена «Питер Граймс», вызвав одобрение композитора. Одновременно преподавал дирижирование в Базельской консерватории, а в 1949 г. возглавил оркестр Санкт-Галлена.
В 1953—1955 гг. Краннхальс был музыкальным руководителем Нидерландской оперы в Амстердаме, а затем до конца жизни возглавлял Баденскую государственную капеллу в Карлсруэ. В 1960 г. предполагалось возвращение Краннхальса в Амстердам, но этому не суждено было произойти.
Основные записи, оставленные Краннхальсом, — живые записи оперы Леоша Яначека «Из мёртвого дома» (с Нидерландской оперой, 1954) и «Валькирии» Рихарда Вагнера (Монтевидео, 1959)
Эпизодически сочинял музыку — в частности, к кинофильму Зигфрита Штайнера «Каменоломня» (1942).